# Poll del cap
El poll del cap o del cuir cabellut (Pediculus humanus capitis), també anomenat Anthropophthirus capitis, és una espècie d'insecte de l'ordre ftiràpters, que produeix la pediculosi del cap. L'ou de poll és la llémena (llema o lleme m.) o cuca. És un ectoparàsit dels éssers humans.

## Característiques

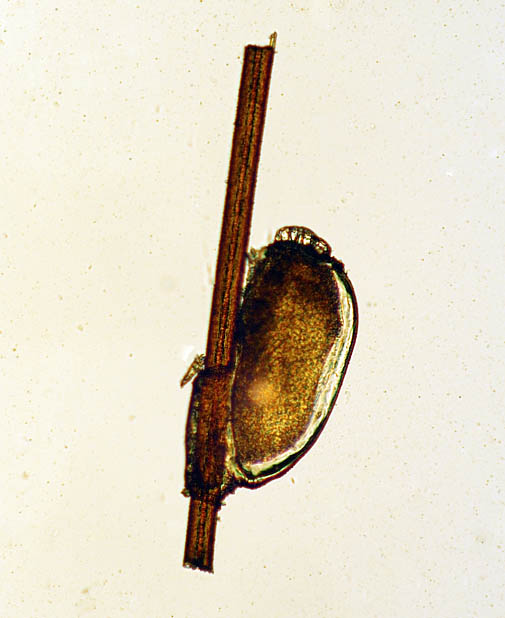
Una llémena

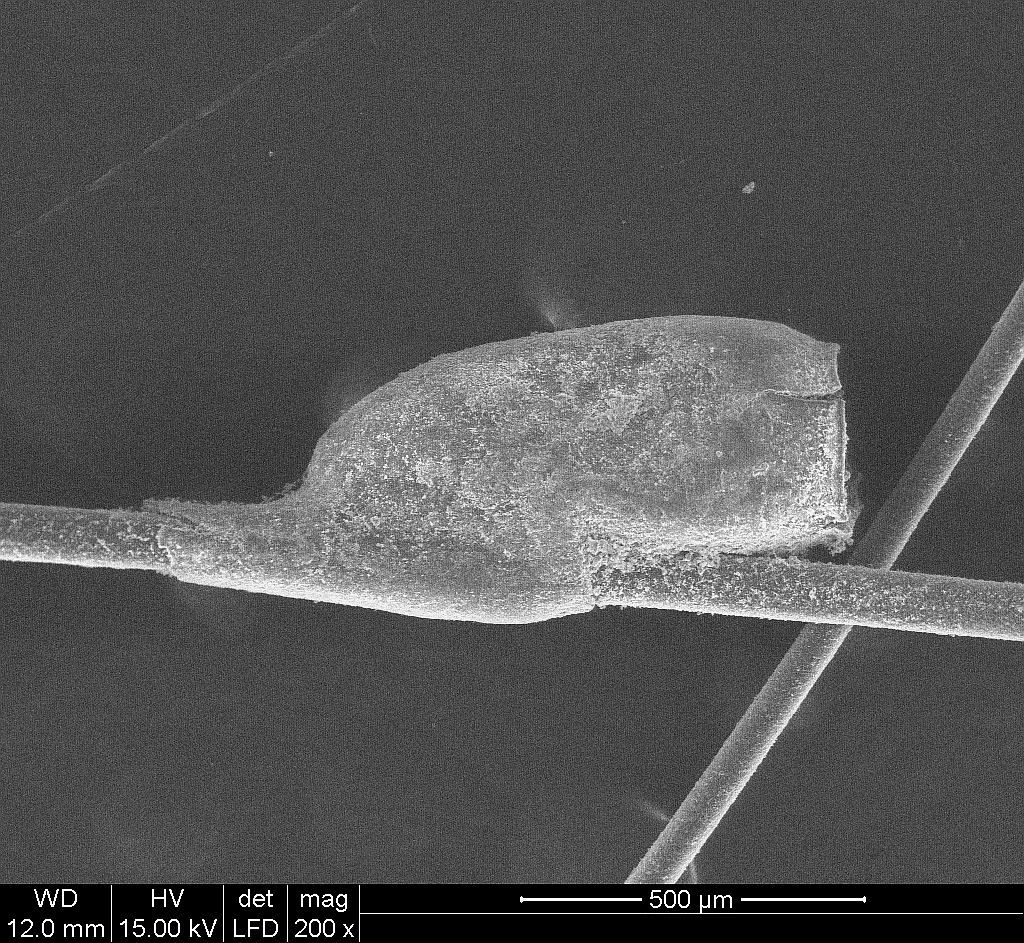
Ou desoperculat d'un poll, encara adherit a una mostra de cabell humà de més de 800 anys d'antiguitat. MER de pressió variable i ambiental. 200X.

Són insectes àpters que es passen tota la vida entre els cabells humans xuclant la sang a través de la pell. Els únics hostes coneguts d'aquesta espècie són l'home i el ximpanzé. No sobreviuen més enllà de tres dies fora del seu hoste.
El diagnòstic de pediculosi requereix trobar al cuir cabellut exemplars vius de polls, no només llémenes. Els polls dels cabells poden presentar patrons de resistència particulars davant dels tractaments pediculicides.
La infestació greu i crònica pot provocar anèmia en persones amb factors predisponents. El signe més comú de la seva presència és la pruïja. El gratar-se el cuir cabellut comporta, a vegades, infeccions bacterianes secundàries o impetigen. Rarament, es presenta febre, acompanyada o no de limfadenopaties locals.